# Consistórios de Gregório IX
Esta entrada reúne a lista completa dos consistórios para a criação de novos cardeais presididos pelo Papa Gregório IX, com uma indicação de todos os cardeais criados sobre os quais há informação documental (16 novos cardeais em 5 consistórios). Os nomes são colocados em ordem de criação.

## 18 de setembro de 1227
1. Jean Halgrin d'Abbeville, O.S.B.Clun. (falecido em setembro de 1238)
2. Goffredo Castiglioni (falecido em novembro do mesmo ano)
3. Rinaldo dos Senhores de Jenne (falecido em maio de 1261)
4. Sinibaldo Fieschi (falecido em dezembro de 1254)
5. Barthélemy (falecido em março de 1231)
6. Latão de Tonengo (falecido entre 1250 e 1251)

## Dezembro de 1228
1. Jacques de Vitry, Can.Reg. O.S.A. (falecido em maio de 1240)
2. Nicolau dos Condes de Segni (falecido em dezembro de 1239)

## Setembro de 1231
1. Giacomo Pecorara, O.Cist. (falecido em junho de 1244)
2. Simon de Sully (falecido em agosto de 1232)
3. Raymond de Pons (falecido em 1232)

## 1237
1. Riccardo Annibaldi (falecido em setembro de 1276)
2. François Cassard (falecido em agosto de 1237)
3. Guy (falecido em 1239)

## 1239
1. Robert Somercotes (falecido em setembro de 1241)
2. Raimundo Nonato, O.de M. (falecido em agosto de 1240); canonizado. Sua festa ocorre no dia 31 de agosto